# Диона Ризоновер
Диона Ризоновер (енгл. Diona Reasonover; Детроит, Мичиген 6. јануар 1992) америчка је глумица.
Ризоноверова је најпознатија по улози Кејси Хајнс у ТВ серији Морнарички истражитељи.